# 石浦駅
石浦駅（ソクポえき）は、慶尚北道奉化郡にある、韓国鉄道公社の駅である。

## 駅構造
- 1面2線の地上駅。

## 歴史
- 1956年1月1日 - 開業[1]。

## 隣の駅
韓国鉄道公社
嶺東線
承富駅 - 石浦駅　- (銅店駅)　- 鉄岩駅